# Persone di cognome Carrara
| Questa pagina contiene informazioni ricavate automaticamente dalle voci biografiche con l'ausilio del template Bio e di un bot. L'aggiornamento è periodico e automatico e ricostruisce completamente la pagina. Se manca una persona in questa lista, sei pregato di non aggiungerla, ma accertati piuttosto che la sua voce biografica contenga il template Bio e che i dati anagrafici siano correttamente compilati. Se il template Bio manca, inseriscilo tu stesso o, in alternativa, metti l'avviso {{tmp\|Bio}} che ne segnala la mancanza. Se i dati riportati sono sbagliati, correggi direttamente la voce biografica; le modifiche saranno visibili in questa lista entro pochi giorni. Per chiarimenti vedi il progetto biografie. La lista contiene solo le 51 persone che sono citate nell'enciclopedia e per le quali è stato implementato correttamente il template Bio. Pagina aggiornata al 25 lug 2023. |

Questa è una lista di persone presenti nell'enciclopedia che hanno il cognome Carrara, suddivise per attività principale.

## Allenatori di calcio(1)
- Marco Carrara, allenatore di calcio e ex calciatore italiano (Limena, n.1967)

## Archeologi(2)
- Francesco Carrara, archeologo dalmata (Spalato, n.1812 - Venezia, † 1854)
- Giovanni Carrara, archeologo italiano (Pola, n.1806 - Pola, † 1850)

## Arcivescovi cattolici(1)
- Stefano da Carrara, arcivescovo cattolico italiano (Padova, n.1370 - Roma, † 1449)

## Attori(2)
- Gabriele Carrara, attore e doppiatore italiano (Rapallo, n.1954)
- Titino Carrara, attore e regista teatrale italiano (Ferrara, n.1949)

## Attrici(1)
- Ida Carrara, attrice italiana (Bonorva, n.1928 - Catania, † 2013)

## Biatlete(2)
- Erica Carrara, ex biatleta italiana (Serina, n.1972)
- Michela Carrara, biatleta italiana (La Salle, n.1997)

## Biatleti(2)
- Angelo Carrara, ex biatleta italiano (Serina, n.1954)
- Pieralberto Carrara, ex biatleta italiano (Bergamo, n.1966)

## Calciatori(2)
- Claude Carrara, ex calciatore francese (Fréjus, n.1947)
- Dante Carrara, calciatore italiano (Albino, n.1920)

## Cardinali(1)
- Francesco Carrara, cardinale italiano (Ghisalba, n.1716 - Roma, † 1793)

## Ciclisti su strada(2)
- Joseph Carrara, ex ciclista su strada francese (Hauteville, n.1938)
- Matteo Carrara, ex ciclista su strada italiano (Alzano Lombardo, n.1979)

## Compositori(1)
- Cristian Carrara, compositore e politico italiano (Pordenone, n.1977)

## Condottieri(1)
- Conte da Carrara, condottiero italiano (Padova - Ascoli Piceno, † 1421)

## Cuochi(1)
- Damiano Carrara, pasticciere e conduttore televisivo italiano (Lucca, n.1985)

## Dirigenti d'azienda(1)
- Maurizio Carrara, dirigente d'azienda e dirigente pubblico italiano (Bergamo, n.1954)

## Disc jockey(1)
- Alberto Carrara, disc-jockey, cantante e arrangiatore italiano (Bergamo, n.1958)

## Fisici(1)
- Nello Carrara, fisico italiano (Firenze, n.1900 - Firenze, † 1993)

## Fondisti(3)
- Benedetto Carrara, ex fondista italiano (Serina, n.1955)
- Bruno Carrara, ex fondista italiano (San Giovanni Bianco, n.1977)
- Gianni Carrara, fondista italiano (Serina, n.1929 - Serina, † 1992)

## Giocatrici di curling(1)
- Rossella Carrara, ex giocatrice di curling italiana (Pieve di Cadore, n.1971)

## Giornalisti(1)
- Marco Carrara, giornalista, conduttore televisivo e autore televisivo italiano (Alzano Lombardo, n.1992)

## Giuristi(1)
- Francesco Carrara, giurista e politico italiano (Lucca, n.1805 - Lucca, † 1888)

## Medici(3)
- Michele Alberto Carrara, medico e scrittore italiano (Bergamo, n.1430 - Bergamo, † 1490)
- Mario Carrara, medico e antifascista italiano (Guastalla, n.1866 - Torino, † 1937)
- Raffaello Carrara, medico e poeta italiano (Albino, n.1601 - Albino, † 1670)

## Mountain biker(1)
- Vera Carrara, mountain biker, ex ciclista su strada e pistard italiana (Alzano Lombardo, n.1980)

## Nobili(3)
- Cassandra Carrara, principessa russa (Mosca, n.2001)
- Gigliola da Carrara, nobile italiana (n.1379 - † 1416)
- Francesco II da Carrara, nobile italiano (Padova, n.1359 - Venezia, † 1406)
- Jacopino da Carrara, nobile italiano (Padova - Monselice, † 1372)

## Pallavoliste(1)
- Sara Carrara, pallavolista italiana (Seriate, n.1992)

## Politici(11)
- Niccolò da Carrara, politico italiano (Padova - Chioggia, † 1344)
- Francesco I da Carrara, politico e condottiero italiano (Padova, n.1325 - Monza, † 1393)
- Giacomo II da Carrara, politico italiano (Padova - † 1350)
- Marsilietto Papafava da Carrara, politico italiano (Padova - Padova, † 1345)
- Andreino Carrara, politico e sindacalista italiano (Cologno al Serio, n.1939 - Bergamo, † 2001)
- Nuccio Carrara, politico italiano (Militello Rosmarino, n.1950)
- Carmelo Carrara, politico e magistrato italiano (Palermo, n.1950)
- Giovanni Carrara, politico italiano (Roma, n.1885 - † 1965)
- Lino Carrara, politico e giornalista italiano (Busseto, n.1869 - Busseto, † 1955)
- Maurizio Carrara, politico italiano (Firenze, n.1974)
- Valerio Carrara, politico e imprenditore italiano (Oltre il Colle, n.1951 - Seriate, † 2022)

## Produttori discografici(1)
- Angelo Carrara, produttore discografico italiano (Milano, n.1945 - Milano, † 2012)

## Storici dell'arte(1)
- Giacomo Carrara, storico dell'arte italiano (Bergamo, n.1714 - Bergamo, † 1796)

## Ultramaratoneti(1)
- Luca Carrara, ultramaratoneta e fondista di corsa in montagna italiano (Scanzorosciate, n.1977)

## Vescovi cattolici(1)
- Benigno Carrara, vescovo cattolico italiano (Serina, n.1888 - Scanzorosciate, † 1974)